# Atbaš
Atbaš (eng. atbash) naziv je za klasičnu šifru za hebrejsku abecedu, i radi na principu substitucijske šifre, tako što se prvo slovo abecede alef za zadnje slovo hebrejske abecede tav (zadnji), bet (drugo) za predzadnje šin i tako redom. Atbaš je povezan s egzoteričkim metodologijama židovskog misticizma, kao što je Kabala. U biblijskim tekstovima atbaš pronađeni su u tekstovima proroka Jeremije 25:26; 51:1, 41, gdje se nalaze atbaš riječi za gradove Kasdim i Babilon. 